# Olivier Schneebeli
Olivier Schneebeli est un chef d'orchestre et chef de chœur français, ainsi qu'enseignant de chant, réputé en musique baroque.

## Biographie
Olivier Schneebeli remporta un diapason d'or avec l’Ensemble Vocal. Il a été décoré de la légion d’honneur en 2021.Contrepoint. Olivier Schneebeli dirigeait le chœur des Petits Chanteurs de Saint-Louis qui s'adjoignit au Collegium Vocal de Gent pour un enregistrement Harmonia Mundi sorti en 1988 du Requiem de Fauré (version de 1893) sous la direction de Philippe Herreweghe.
Depuis 1991, Olivier Schneebeli dirige le chœur « Les Pages et les Chantres » du Centre de musique baroque de Versailles. Olivier Schneebeli vise à recréer un grand chœur français pour interpréter les répertoires de Versailles et des cathédrales françaises des XVIIe et XVIIIe siècles.

## Discographie sélective
- Guillaume Bouzignac : Motets et Scènes Sacrées, Ensemble Vocal Contrepoint, dir. Olivier Schneebeli. CD Arion (1983) Diapason d'or
- Marc-Antoine Charpentier : Le Massacre des innocents H.411, Psaumes de David H.170, H.215. H.216, H.220, H.221, H.326,  Ensemble Vocal Contrepoint, La Symphonie du Marais, dir Olivier Schneebeli. CD Adda (1990)
- Henry Desmarest : Messe à 2 chœurs et 2 orchestres, Les Pages et les Chantres du Centre de Musique Baroque de Versailles, Nova Stravaganza, dir. Olivier Schneebeli. CD Virgin Veritas (2000)
- Michel-Richard de Lalande : Grands Motets, Les Pages et les Chantres du Centre de Musique Baroque de Versailles, La Grande Écurie et La Chambre du Roy, dir. Olivier Schneebeli. CD Virgin Veritas (2002)
- Marc-Antoine Charpentier : Vêpres pour Saint Louis (H.33, H.197, H.375, H.220, H.34, H.221,H.376, H.203, H.35, H.214, H.76, H.292), Les Pages et les Chantres du Centre de Musique Baroque de Versailles, dir. Olivier Schneebeli CD Alpha (2003)
- Jean-Baptiste Lully : Grands Motets, Les Pages et les Chantres du Centre de Musique Baroque de Versailles, Musica Florea de Prague, dir. Olivier Schneebeli. CD K617 (2004)
- Marc-Antoine Charpentier : Grands motets à double chœur (H.171, H.167, H.168, H.74), Les Pages et les Chantres du Centre de Musique Baroque de Versailles, dir. Olivier Schneebeli, CD K 617 (2005)
- Nicolas Formé, Le Vœu de Louis XIII : Les Pages et les Chantres du Centre de Musique Baroque de Versailles, dir. Olivier Schneebeli. CD Alpha (2005)
- Henri-Joseph Rigel : Trois Hierodrames, La Sortie d'Égypte, Jephté, La Destruction de Jericho, Les Pages et les Chantres du Centre de Musique Baroque de Versailles, Orchestre des Folies Françoise, dir. Olivier Schneebeli. CD K617 (2007)
- André Campra : Requiem, In Convertendo, Agnus Dei, Les Pages et les Chantres du Centre de Musique Baroque de Versailles, Orchestre de Musiques Anciennes et à Venir, dir. Olivier Schneebeli. CD K617 (2010)
- Marc-Antoine Charpentier : Judith Sive Bethulia liberata H.391, Le Massacre des innocents H.411, Les Pages, Les Chantres & Les Simphonistes du Centre de Musique baroque de Versailles, dir. Olivier Schneebeli. CD K617 (2012)
- André Campra : Tancrède, Les Pages et les Chantres du Centre de Musique Baroque de Versailles, Orchestre Les Temps présents, dir. Olivier Schneebeli. 3 CD Alpha (2016)
- Marc-Antoine Charpentier, Messe à 4 Chœurs H.4, Les Pages et les Chantres du Centre de Musique Baroque de Versailles, Maitrise de Radio France, dir. Olivier Schneebeli. CD Radio France (enregistré en 2019). 2021